# Jupiá (Santa Catarina)
Jupiá is een gemeente in de Braziliaanse deelstaat Santa Catarina. De gemeente telt 2.185 inwoners (schatting 2009).

## Aangrenzende gemeenten
De gemeente grenst aan Galvão, Novo Horizonte, São Lourenço do Oeste en Mariópolis (PR).